# Batalha de Hokuetsu

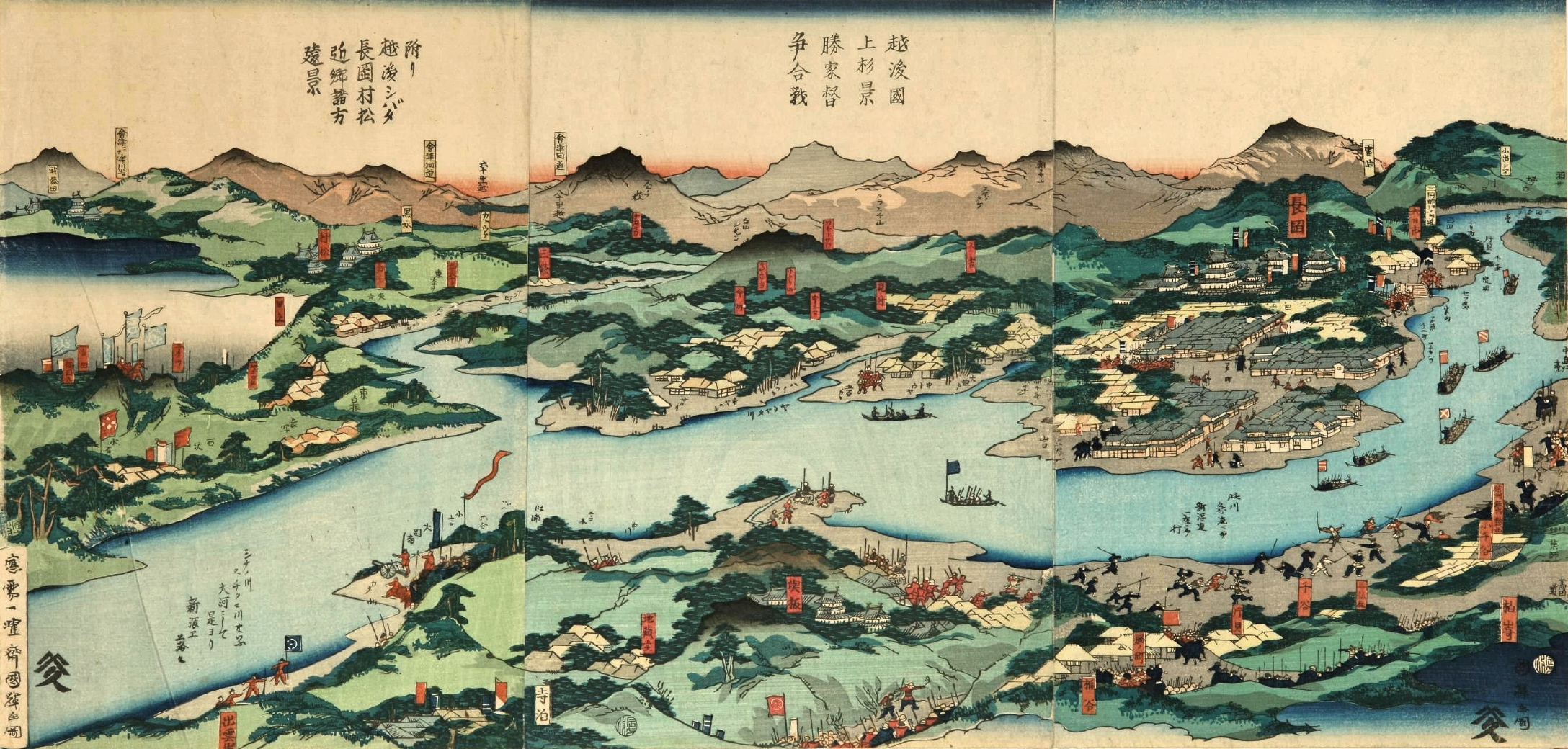
Pintura Ukiyo-e da Batalha de Hokuetsu por Utagawa Kuniteru II

A Batalha de Hokuetsu (Japonês:北越戦争)  foi parte da Guerra Boshin, e ocorreu em 1868 no norte do Japão, em uma área que hoje é Niigata.